# Hennadij Perepadenko
Hennadij Ołeksandrowycz Perepadenko, ukr. Геннадій Олександрович Перепаденко, ros. Геннадий Александрович Перепаденко, Giennadij Aleksandrowicz Pieriepadienko (ur. 16 czerwca 1964 w Zaporożu) – ukraiński piłkarz, grający na pozycji pomocnika, reprezentant Związku Radzieckiego, trener piłkarski. Jego młodszy brat Serhij Perepadenko również jest profesjonalnym piłkarzem.

## Kariera piłkarska

### Kariera klubowa
Wychowanek DJuSSz Metałurh Zaporoże. Pierwszy trener - Petro Tyszczenko. W 1982 rozpoczął karierę piłkarską w rodzimym klubie Metałurh Zaporoże. W latach 1984–1985 "odbywał" służbę wojskową w SKA Odessa. W 1985 przeszedł do Czornomorca Odessa, w którym występował przez 4 lata, a w sezonie 1989 został wybrany na kapitana drużyny. W 1990 przeniósł się do Spartaka Moskwa. Jesienią 1991 wyjechał do Izraela, gdzie został piłkarzem klubu Hapoel Cafririm Holon. Po roku powrócił na krótko do Spartaka Moskwa, a potem podpisał kontrakt z hiszpańskim CD Badajoz, w którym latem 1995 zakończył karierę piłkarską.

### Kariera reprezentacyjna
W reprezentacji Związku Radzieckiego zadebiutował 21 listopada 1990 roku w zremisowanym 0:0 towarzyskim meczu z USA.

## Kariera trenerska
Po zakończeniu kariery piłkarskiej osiedlił się na stałe w Hiszpanii w Barcelonie. W latach 1996–1998 trenował prowincjalny klub UD Vista Alegre Castelldefels. W lipcu 2003 został jednym z współwłaścicieli FC Wil.

## Sukcesy i odznaczenia

### Sukcesy klubowe
- wicemistrz ZSRR: 1991
- zdobywca Pucharu ZSRR: 1991
- mistrz Rosji: 1992

### Sukcesy indywidualne
- 2-krotnie wybrany do listy 33 najlepszych piłkarzy ZSRR: Nr 2 (1990, 1991)

### Odznaczenia
- tytuł Mistrza Sportu ZSRR: 1987